# 熊本東警察署
熊本東警察署（くまもとひがしけいさつしょ）は、熊本県警察所管の警察署である。熊本市の東部地区の他、区域外であるが、熊本空港内の施設も管轄している。

## 所管区域
- 熊本市中央区のうち
  - 出水一丁目 - 八丁目
  - 江津二丁目
  - 大江二丁目（8番から20番まで）
  - 帯山一丁目 - 九丁目
  - 上京塚町
  - 上水前寺一丁目・二丁目
  - 神水一丁目・二丁目
  - 神水本町
  - 国府一丁目・二丁目（白山校区を除く）
  - 湖東一丁目
  - 三郎一丁目
  - 新大江一丁目（7番から27番まで）
  - 新大江二丁目・三丁目
  - 水前寺一丁目 - 六丁目
  - 水前寺公園
  - 渡鹿一丁目 - 七丁目
  - 東京塚町
  - 保田窪一丁目・二丁目
- 熊本市東区
- 菊池郡
  - 大津町（熊本空港の範囲内）
  - 菊陽町（熊本空港、同空港の誘導路に隣接する空港外の施設並びに同空港に隣接する国土交通大臣の管理地及び熊本空港給油施設株式会社の範囲）
- 上益城郡
  - 益城町（熊本空港、同空港の誘導路に隣接する空港外の施設及び同空港に隣接する国土交通大臣の管理地の範囲）

## 所在地
- 熊本市東区東町三丁目10番1号

## アクセス
- 熊本市電 健軍町停留場
- 熊本都市バス健軍長嶺線・昭和町線 運輸支局入口バス停

## 沿革

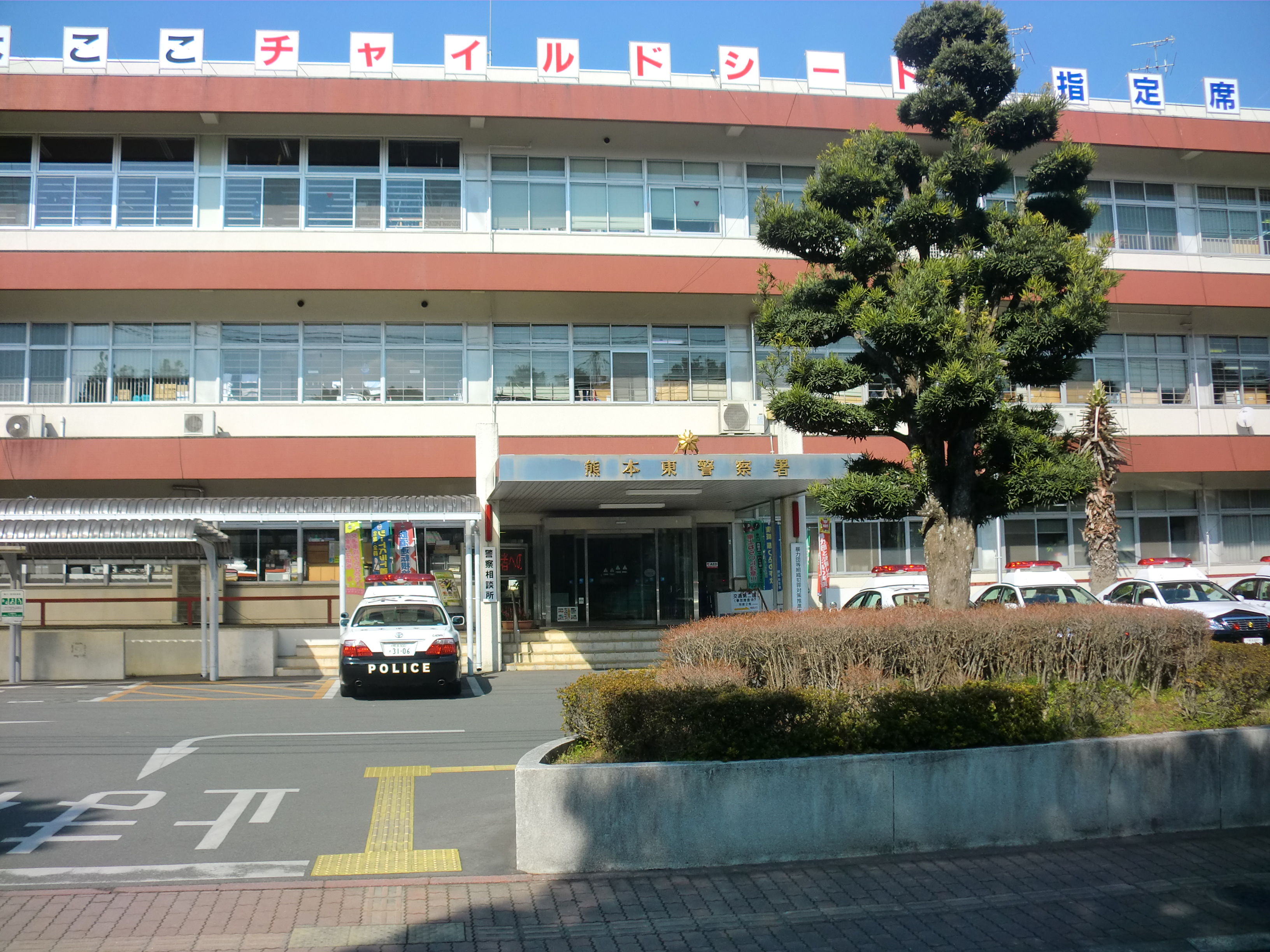
旧本館（1971年建）

- 1971年（昭和46年）4月 - 熊本市東部の都市化進展と治安情勢の変化等に対応、熊本北警察署（現熊本中央警察署）管轄を分割し熊本東警察署を新設[1]。
- 1984年（昭和59年）12月 - 庁舎増改築（別館新築と本館改築）[1]。
- 2013年（平成25年）7月16日 - 旧庁舎の老朽化に伴い、熊本市東区東町三丁目11番48号から現在地に移転。機動捜査隊など本部機能の一部も置かれた他、災害に備えて、独自の給油施設や井戸、非常用トイレなども設置されている。

## 交番
- 健軍交番 - 熊本市東区新生二丁目1-1
- 江津交番 - 熊本市東区江津一丁目16-23
- 保田窪交番 - 熊本市中央区帯山四丁目45-10
- 水前寺公園交番 - 熊本市中央区出水二丁目6-6
- 東水前寺交番 - 熊本市中央区水前寺五丁目25-1
- 託麻交番 - 熊本市東区戸島西3-4-125
- 新外交番 - 熊本市東区新外1-5-68

## 警備派出所
- 熊本空港警備派出所 - 上益城郡益城町小谷1802-2